# Siahkal

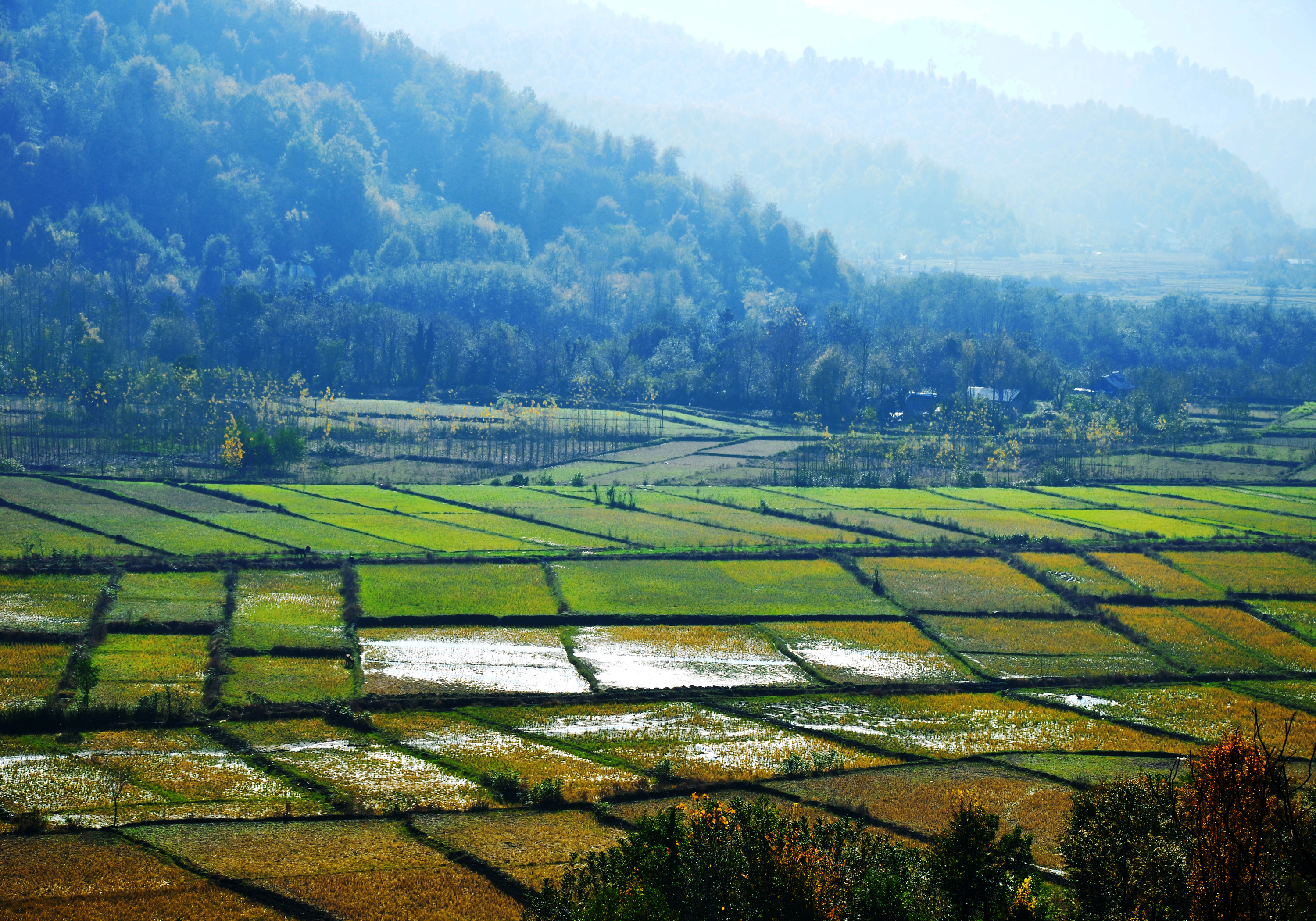

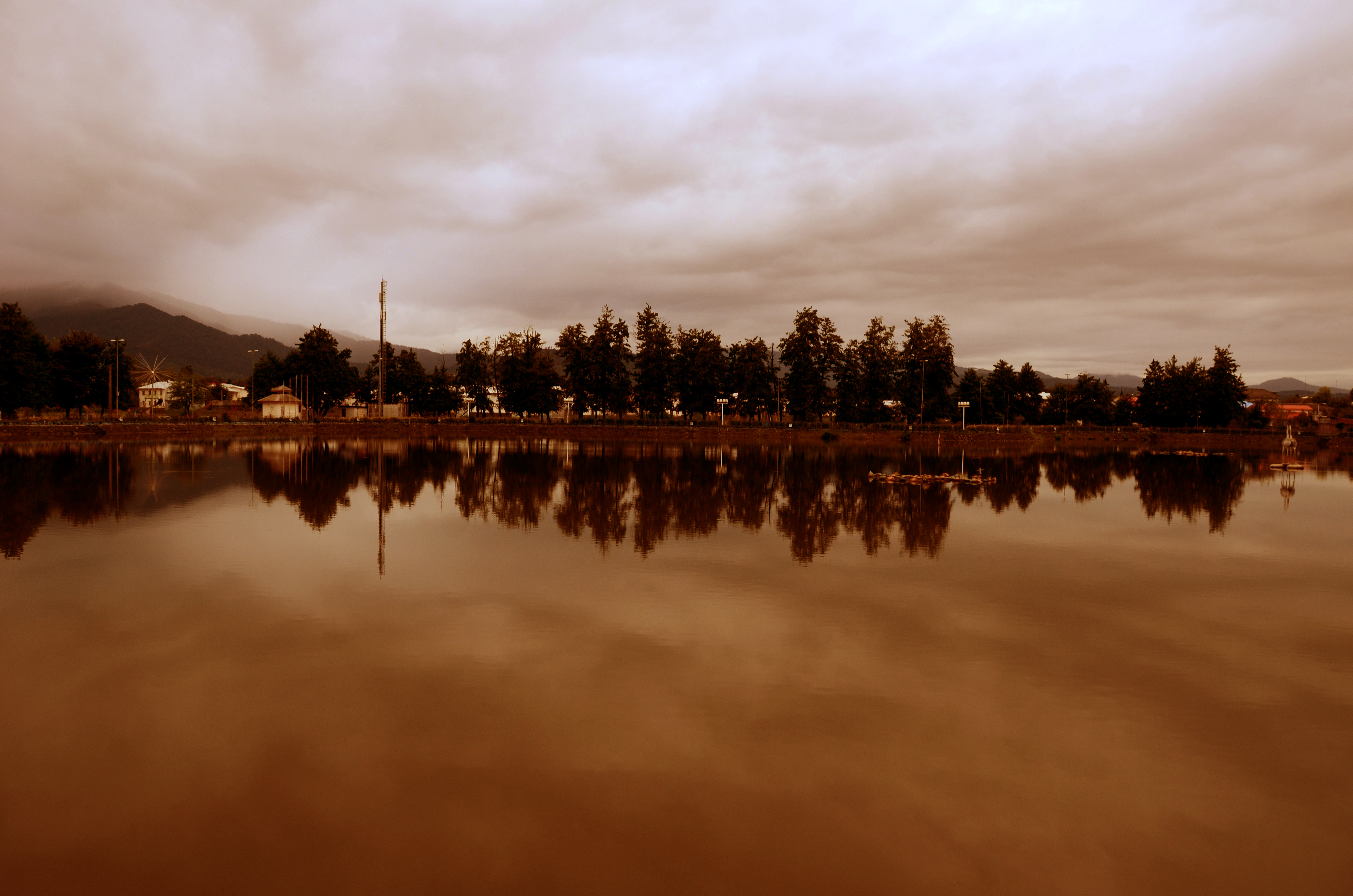

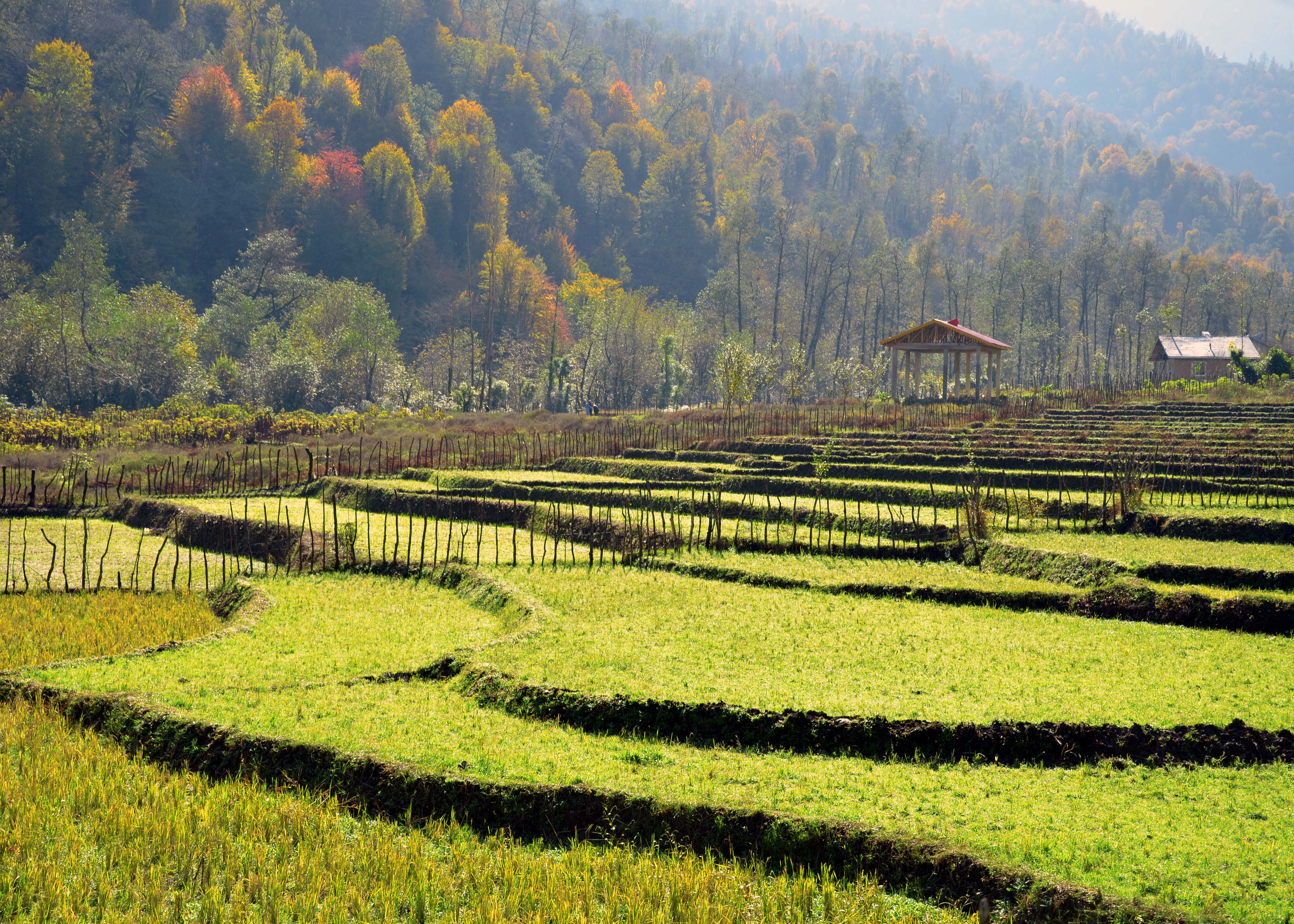

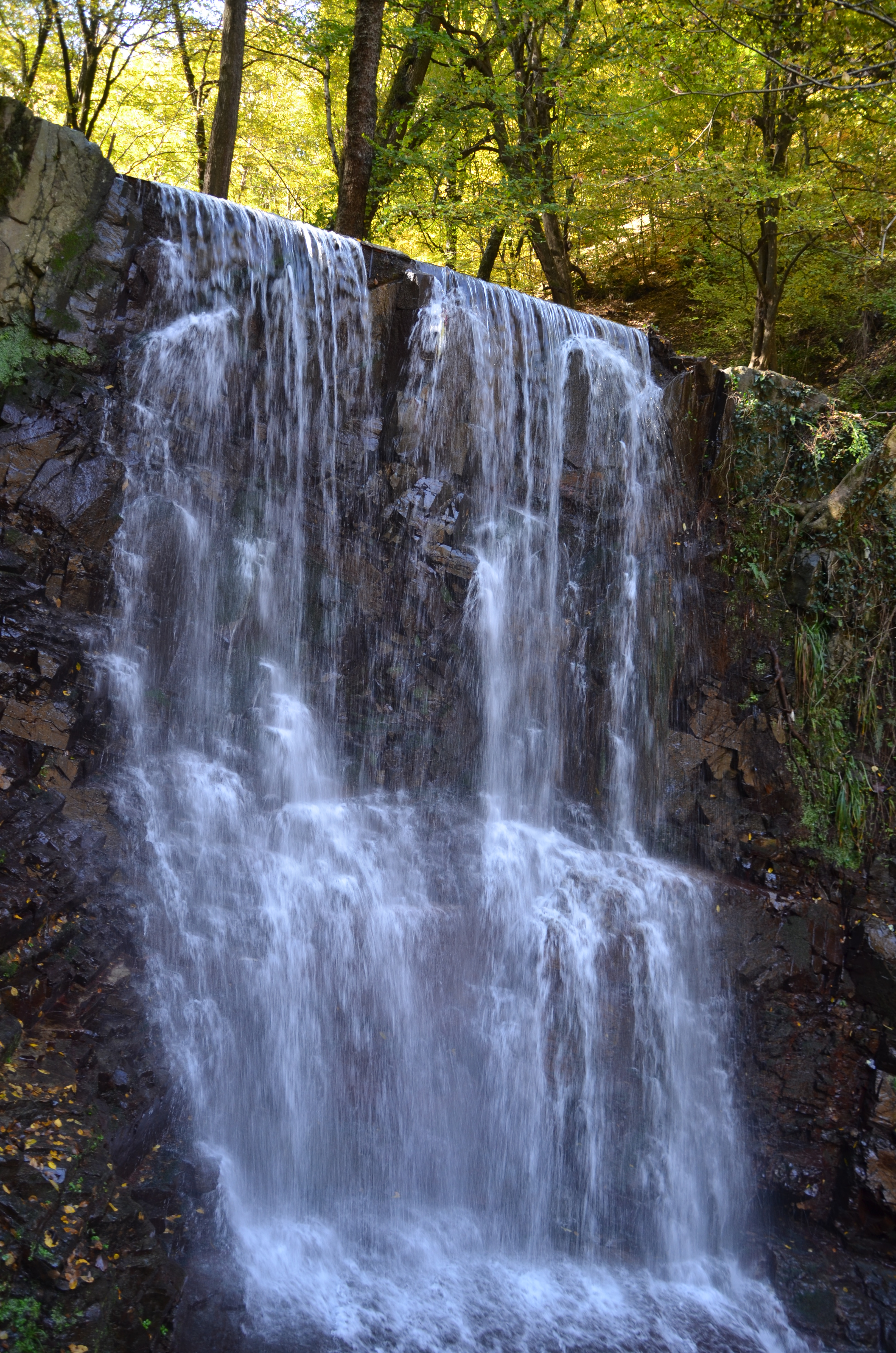

Siahkal o Seyāhkal (farsi سیاهکل) è il capoluogo dello shahrestān di Siahkal, circoscrizione Centrale, nella provincia di Gilan. Aveva, nel 2006, una popolazione di 15.274 abitanti.

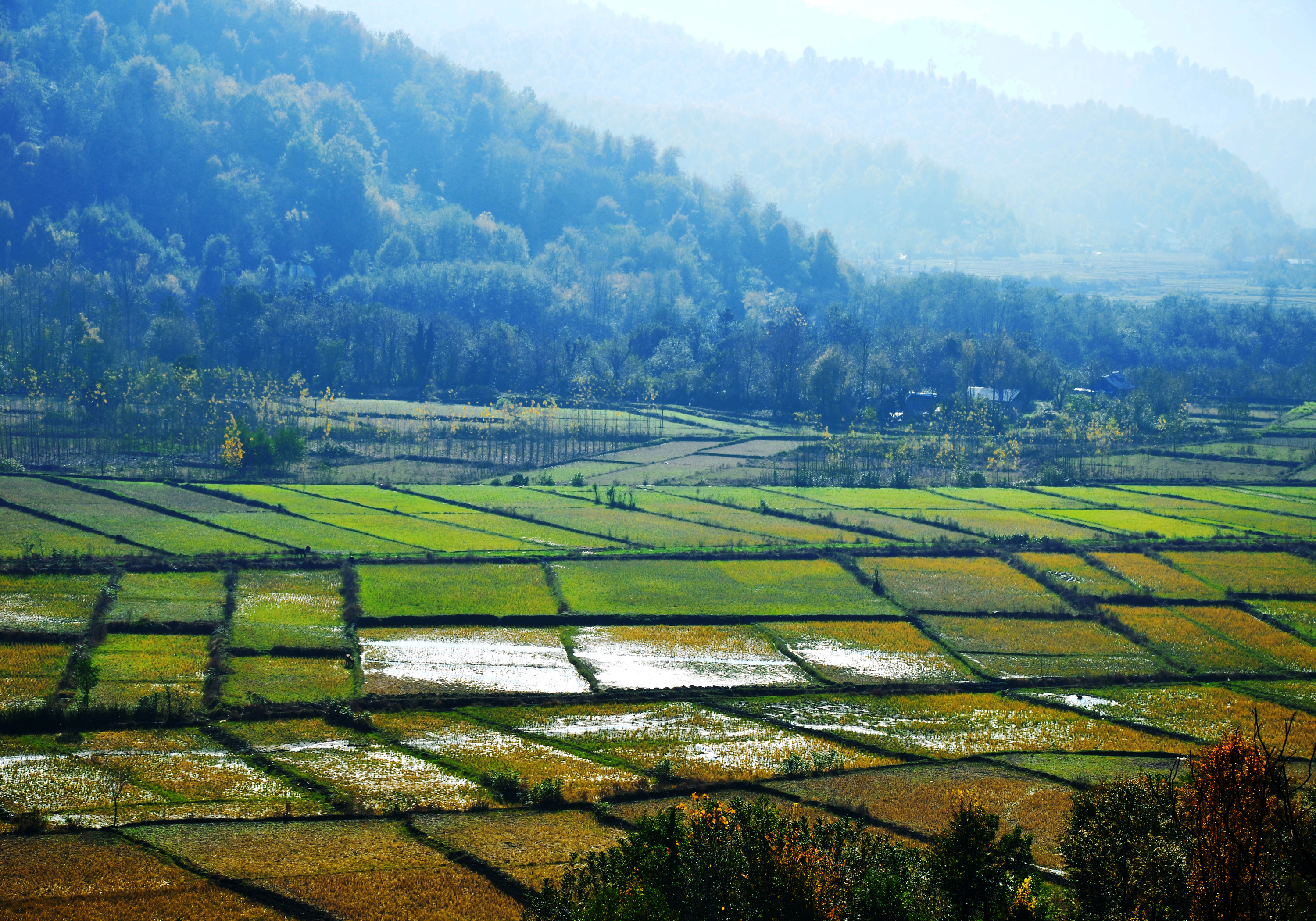
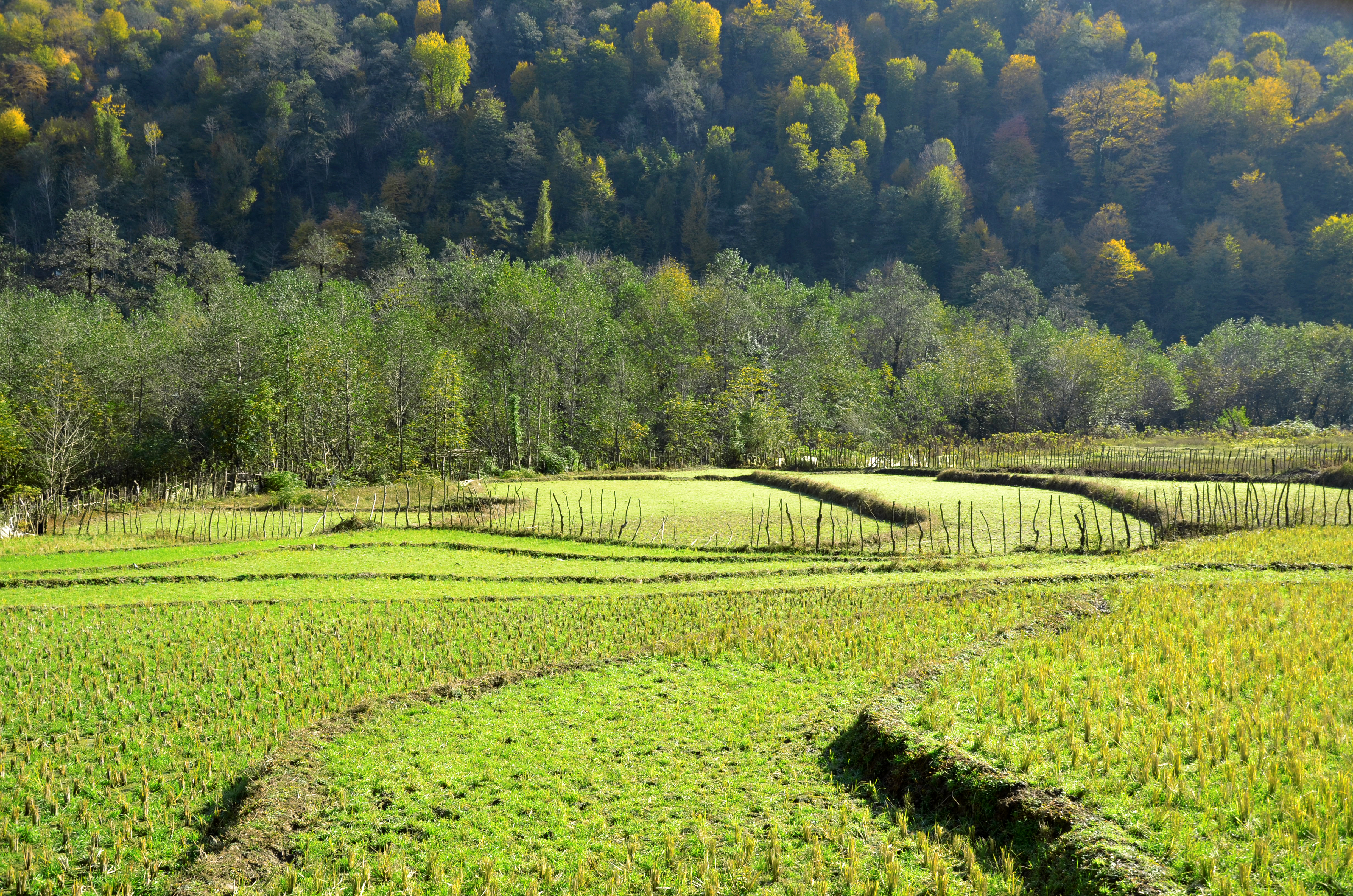
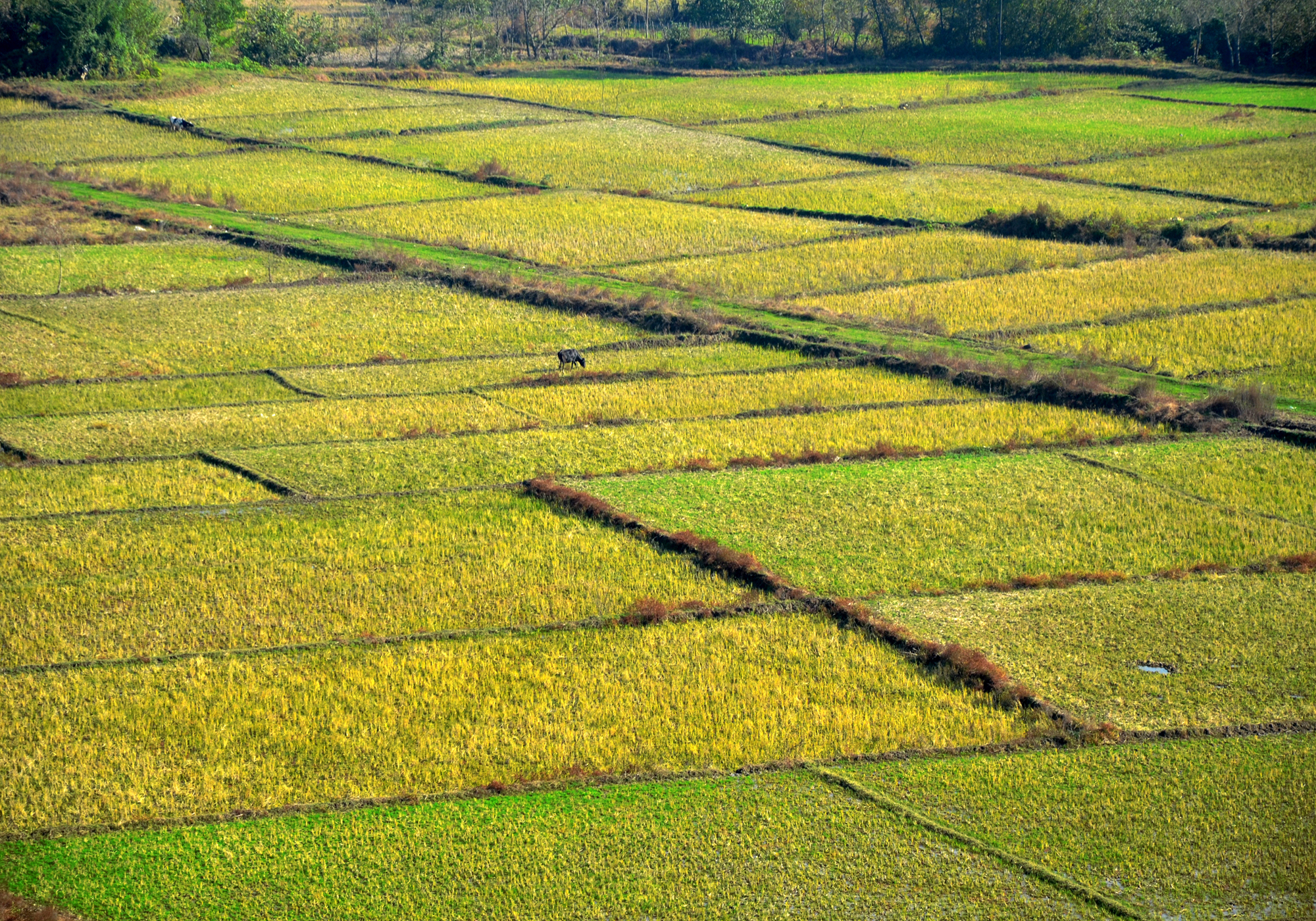
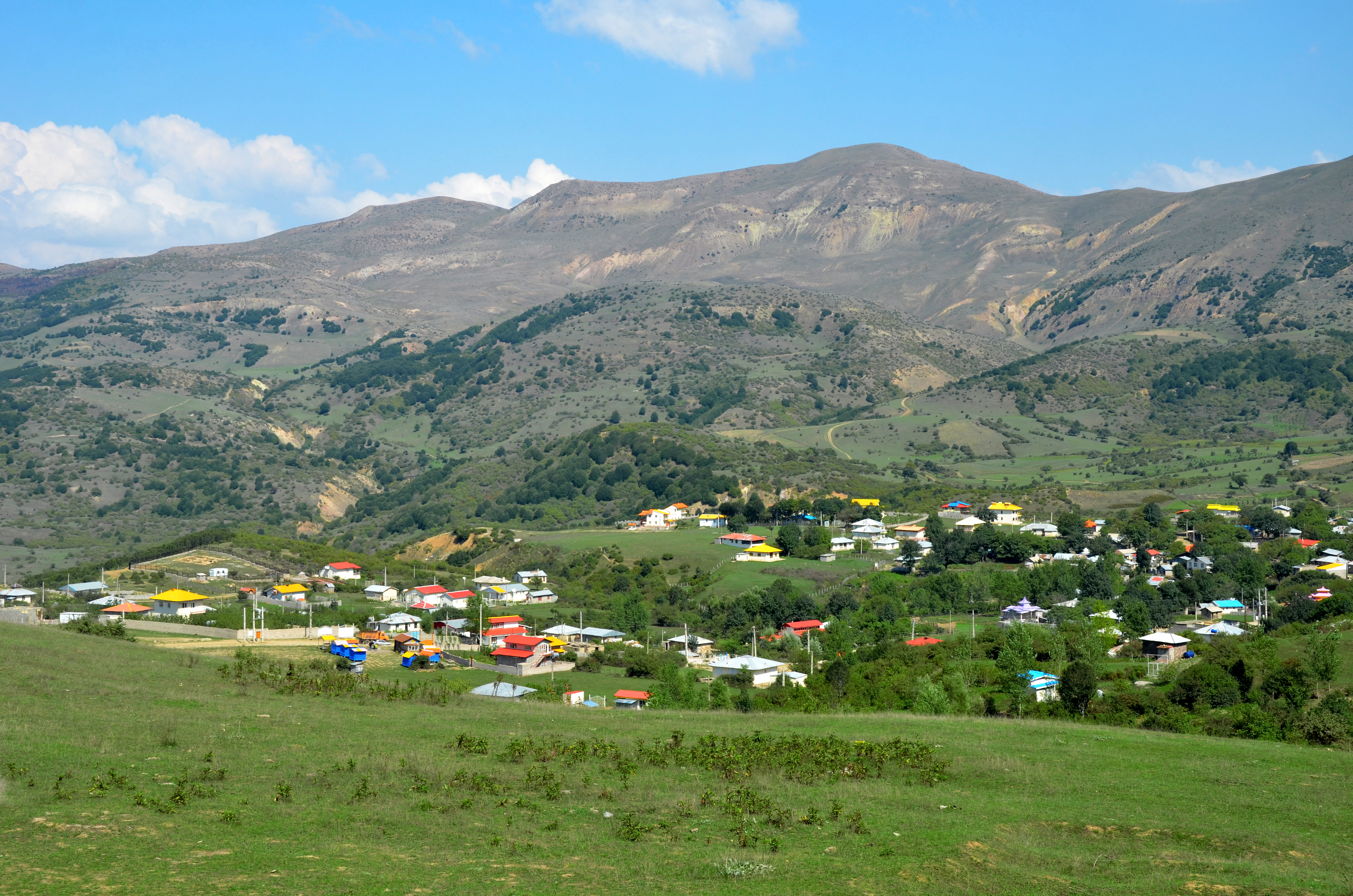
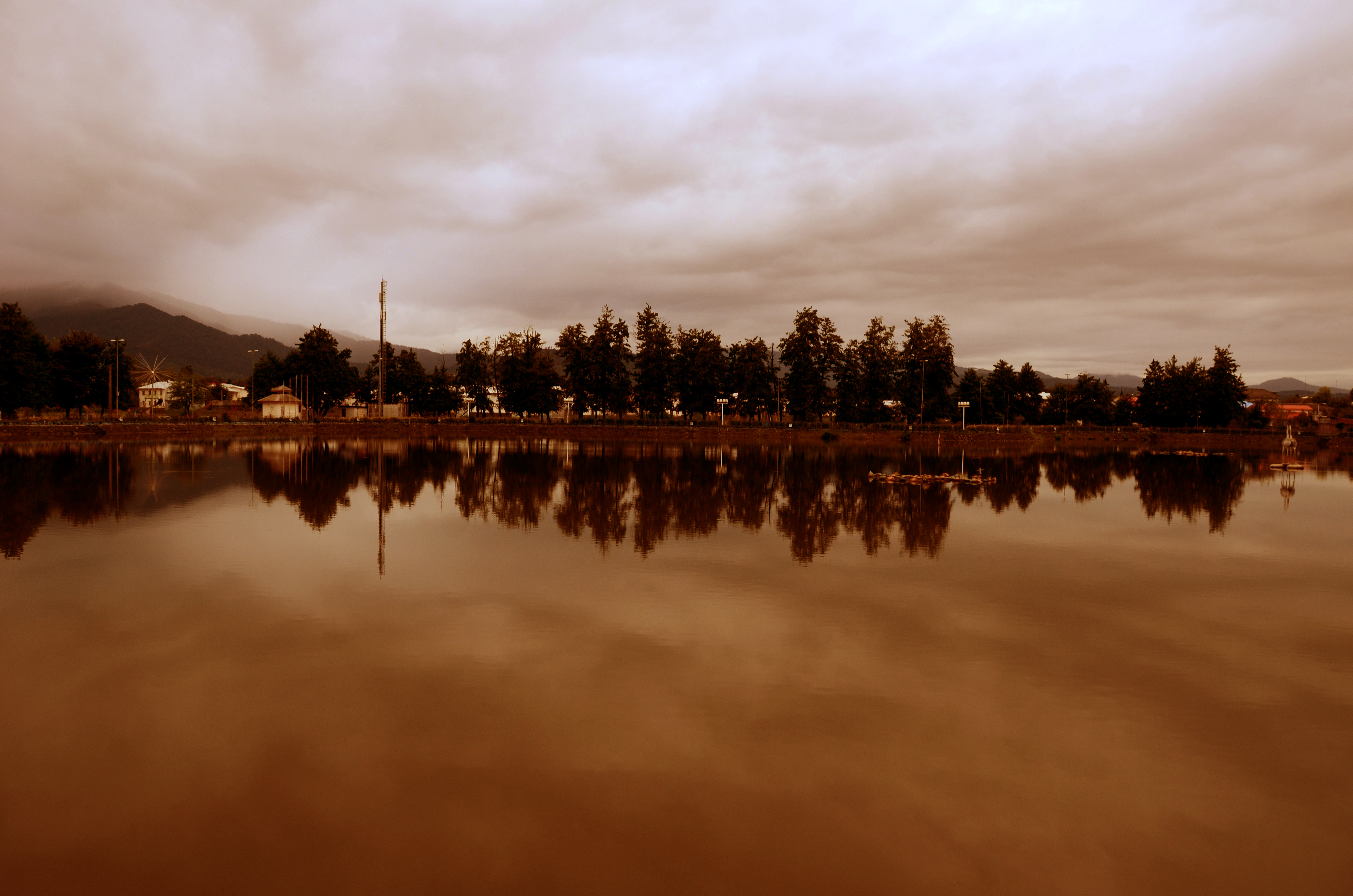
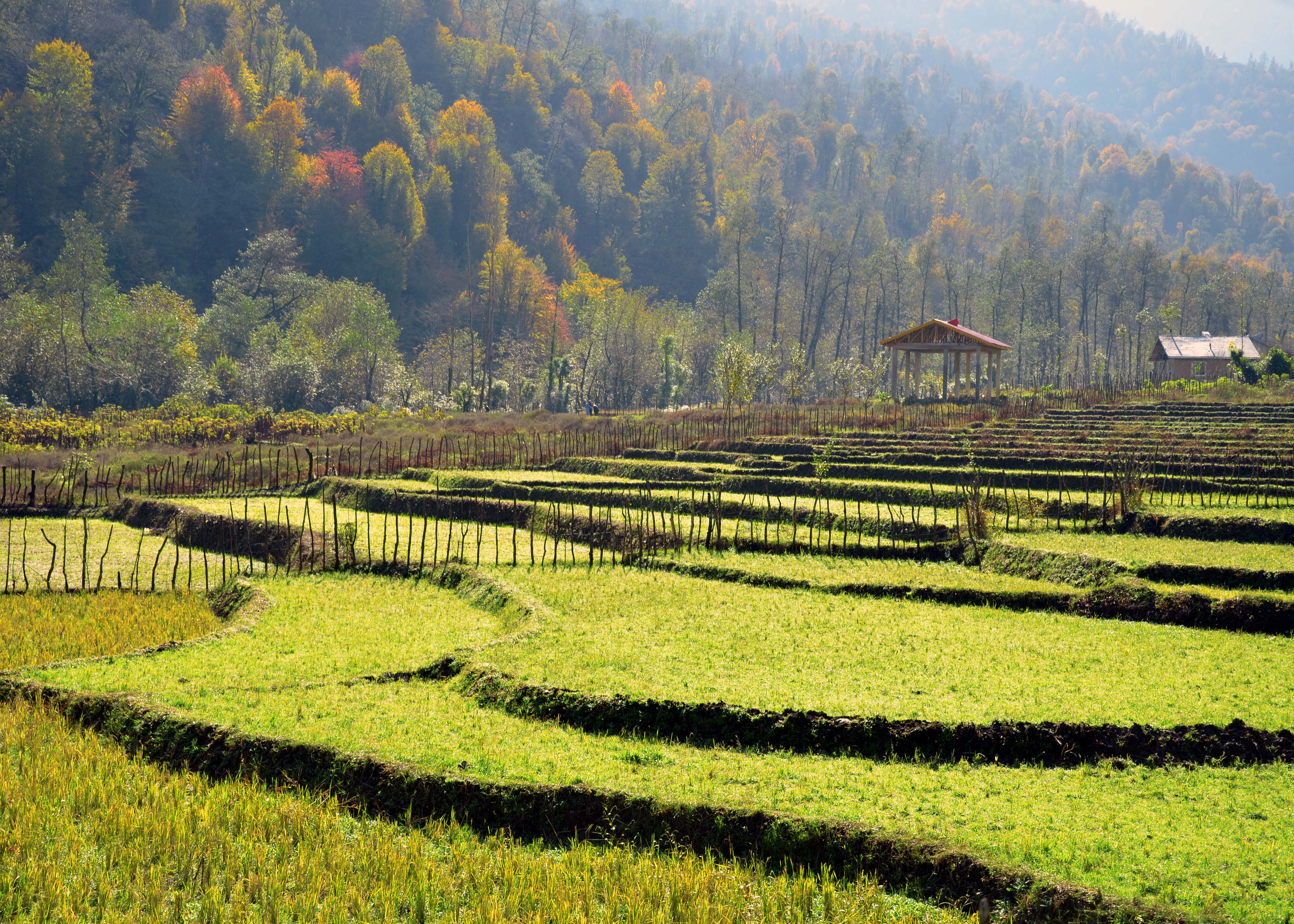
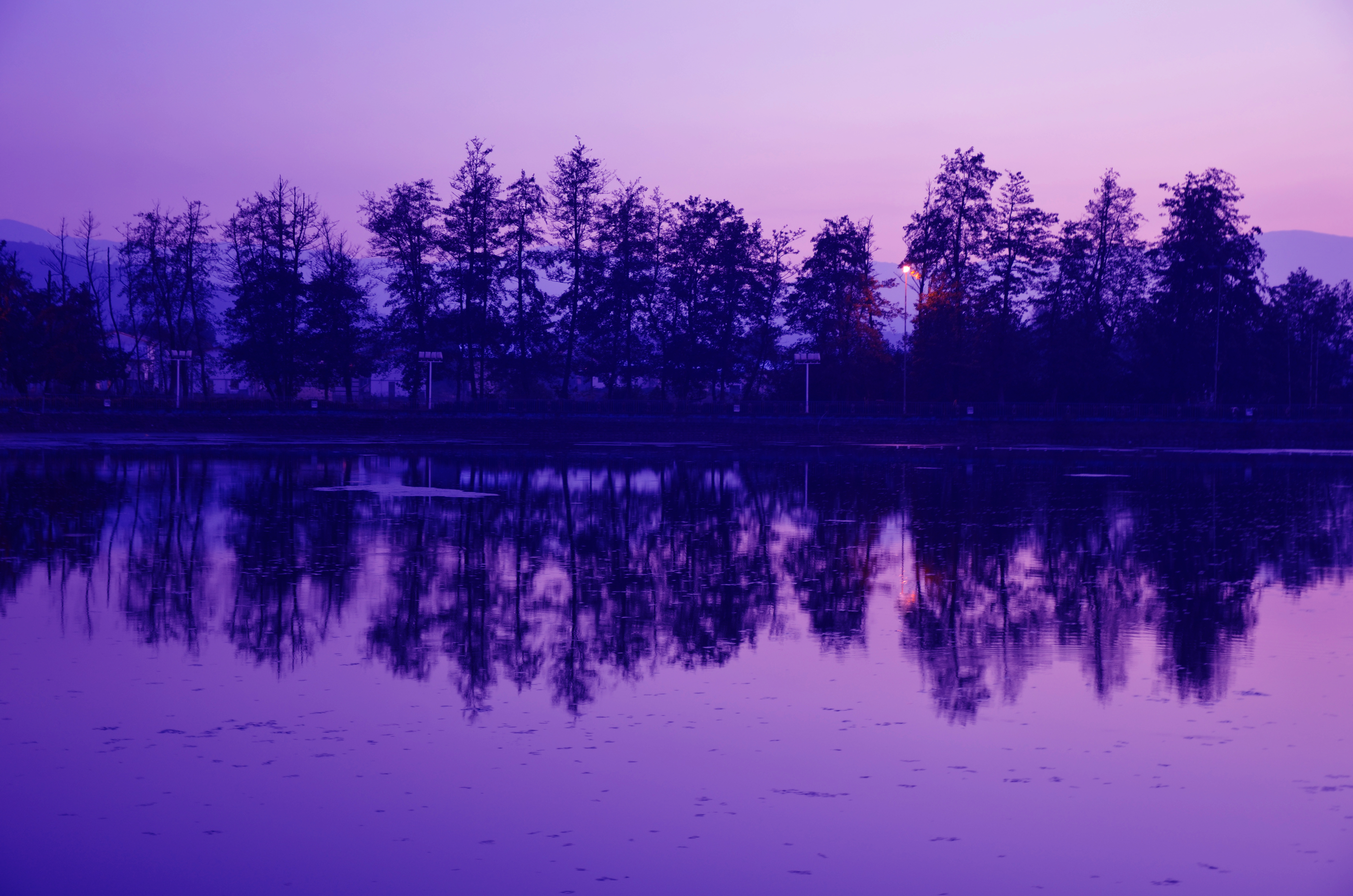
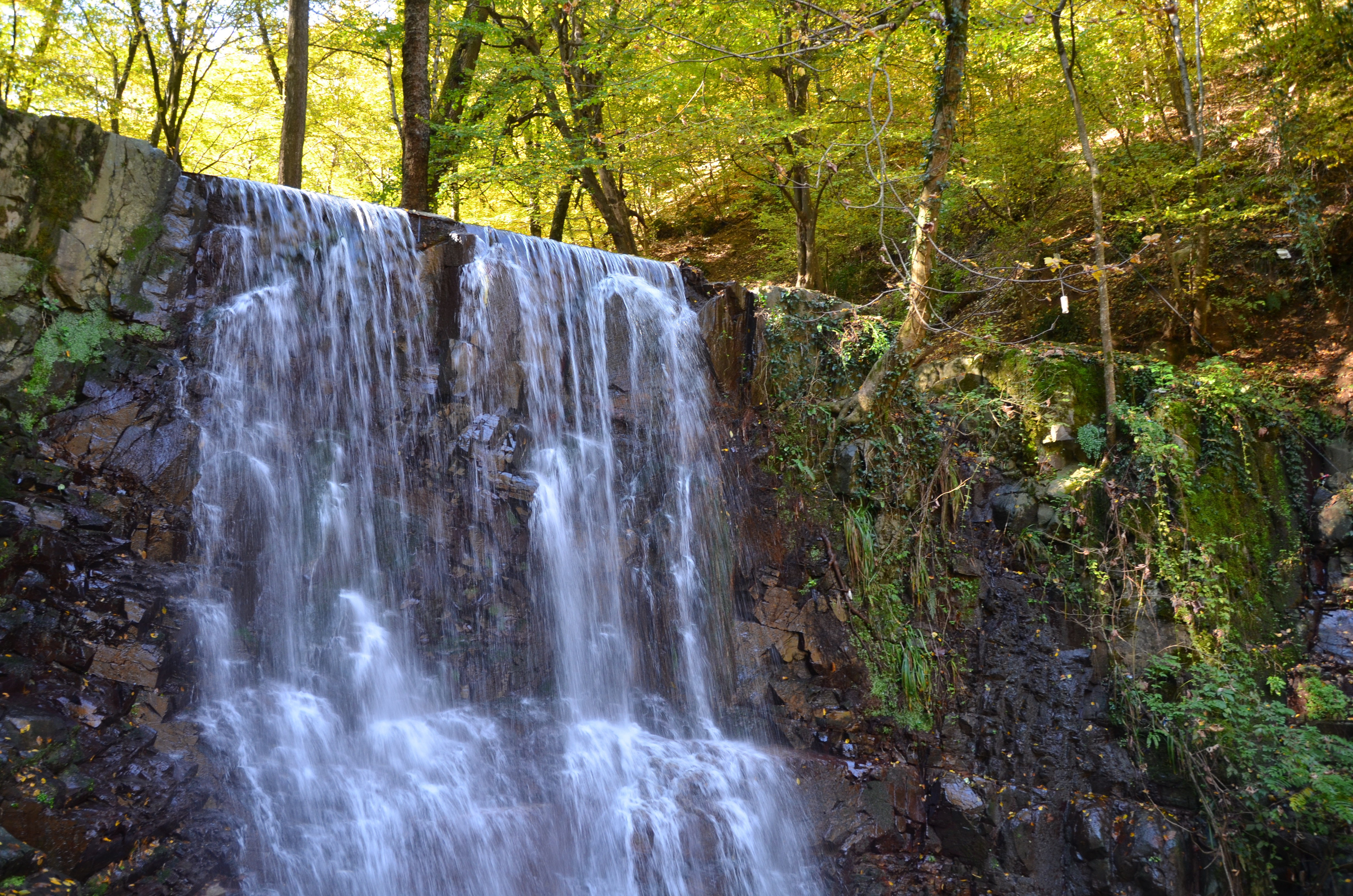
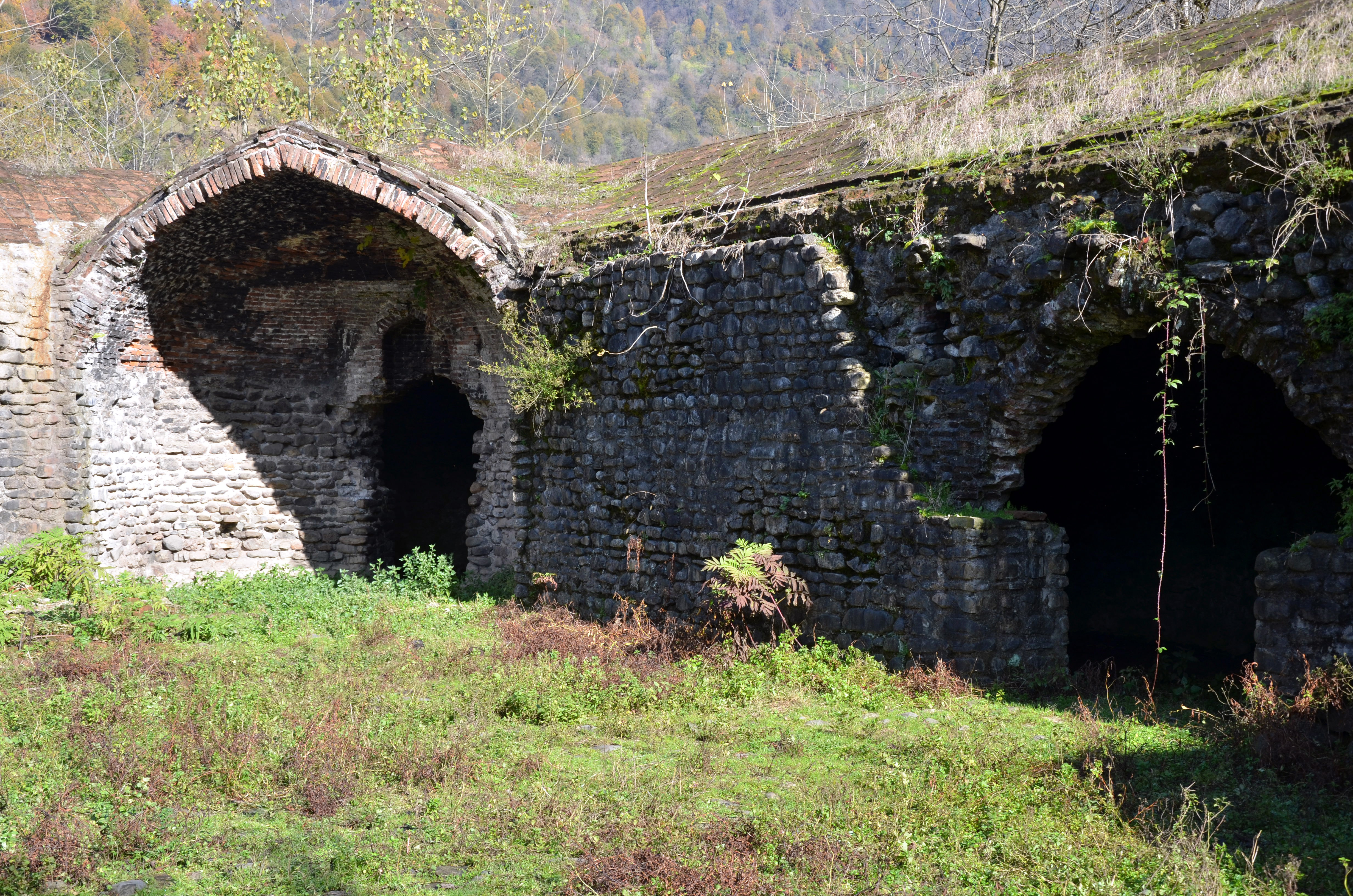
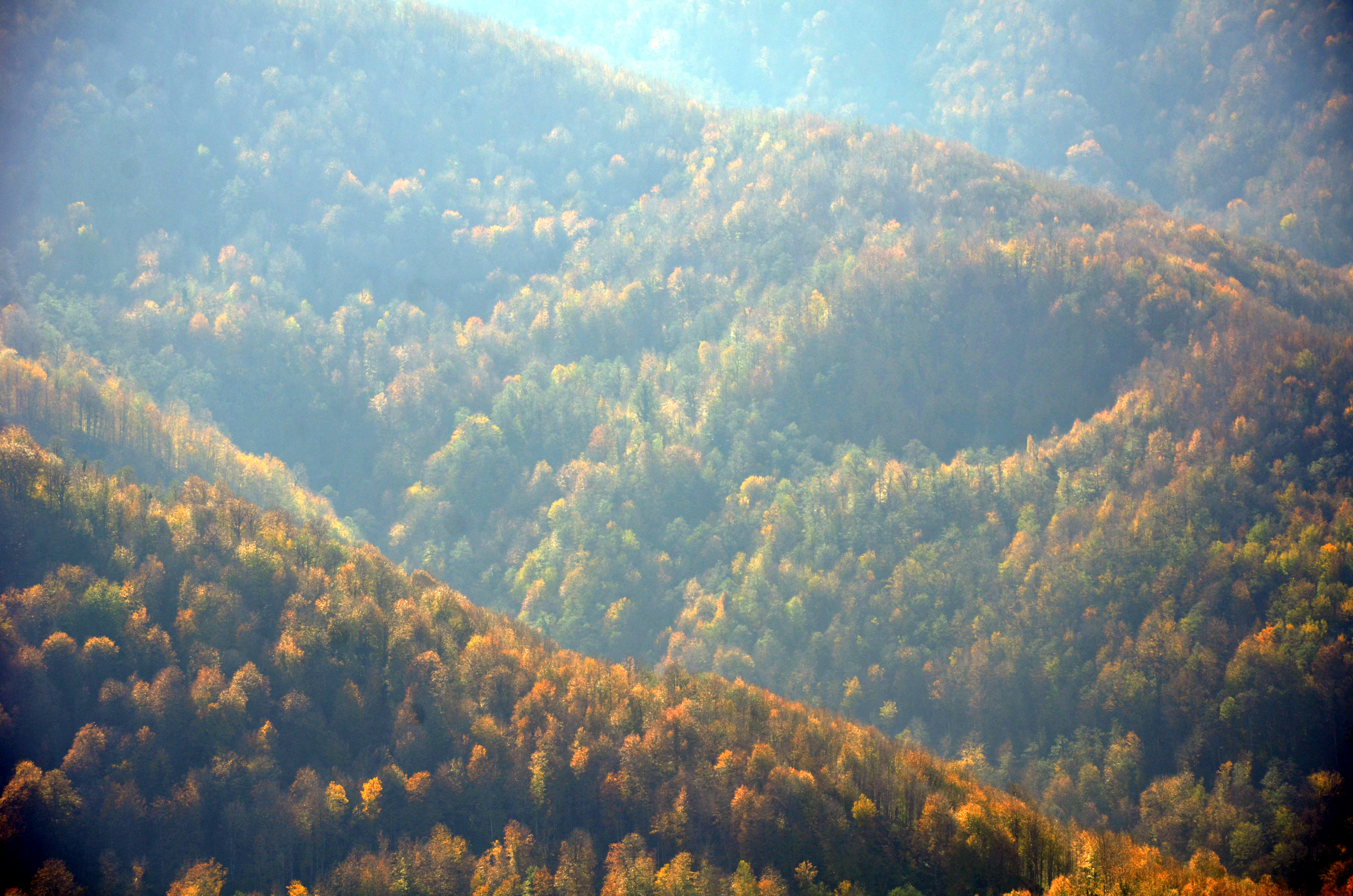
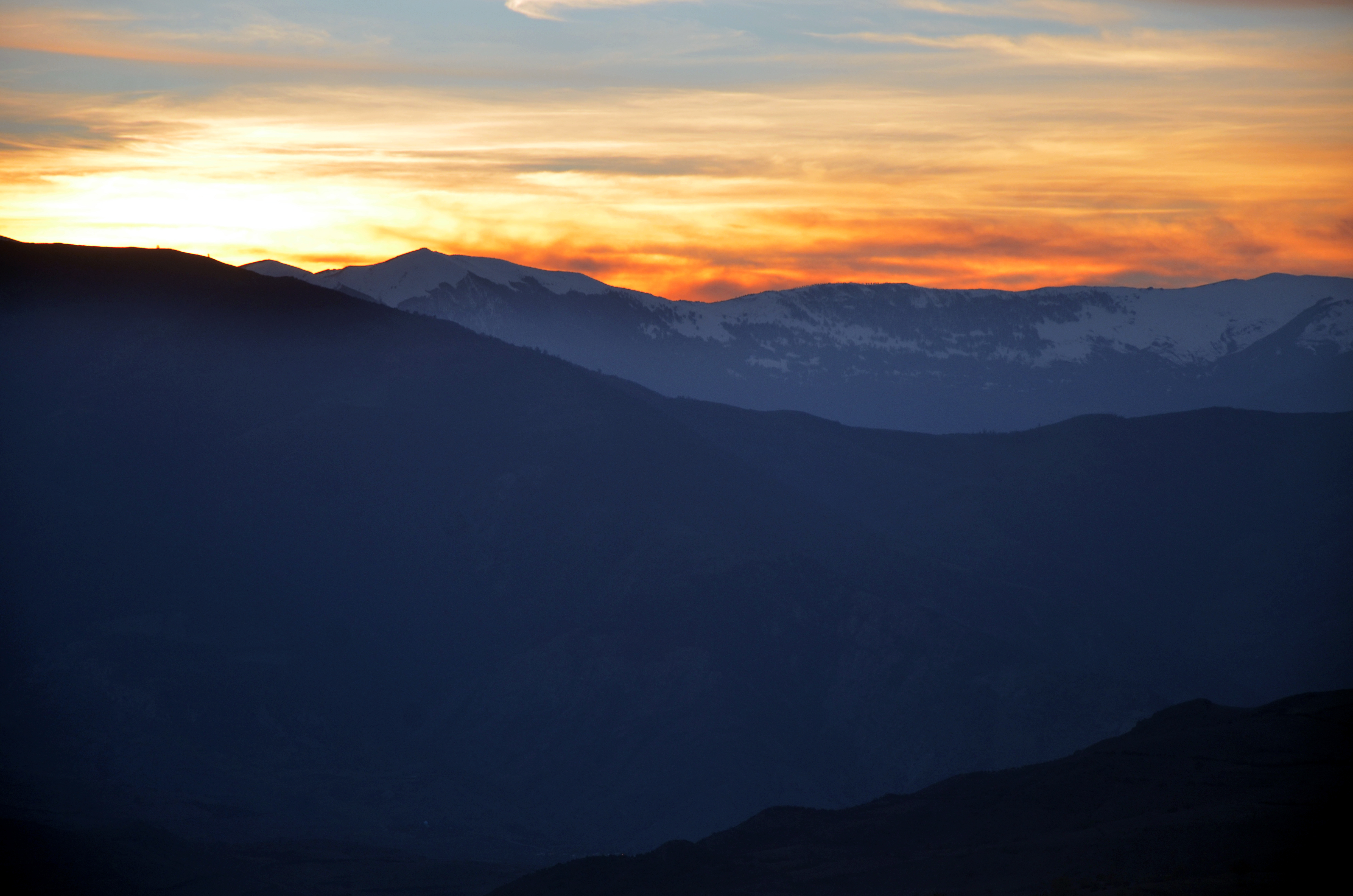
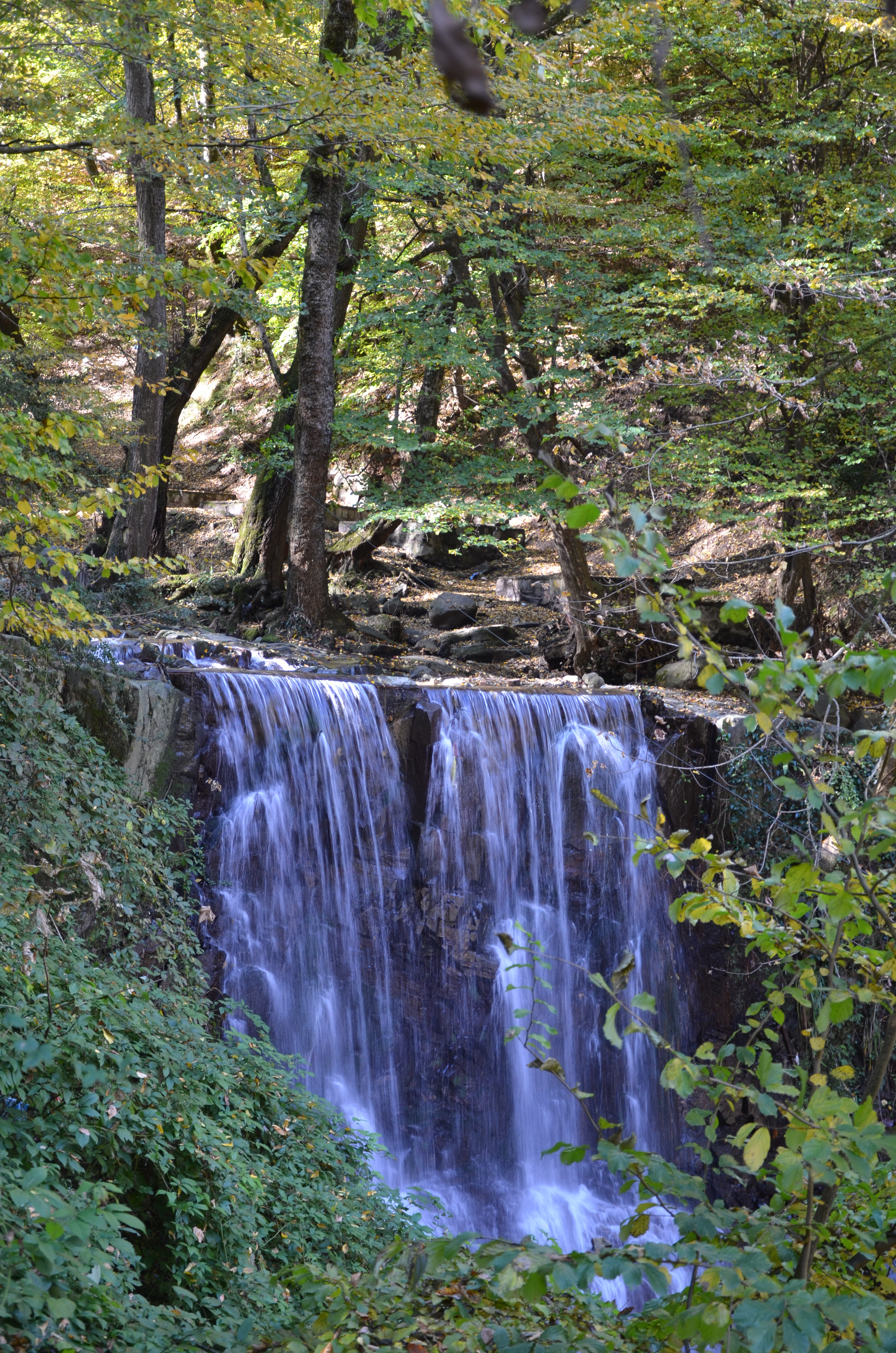
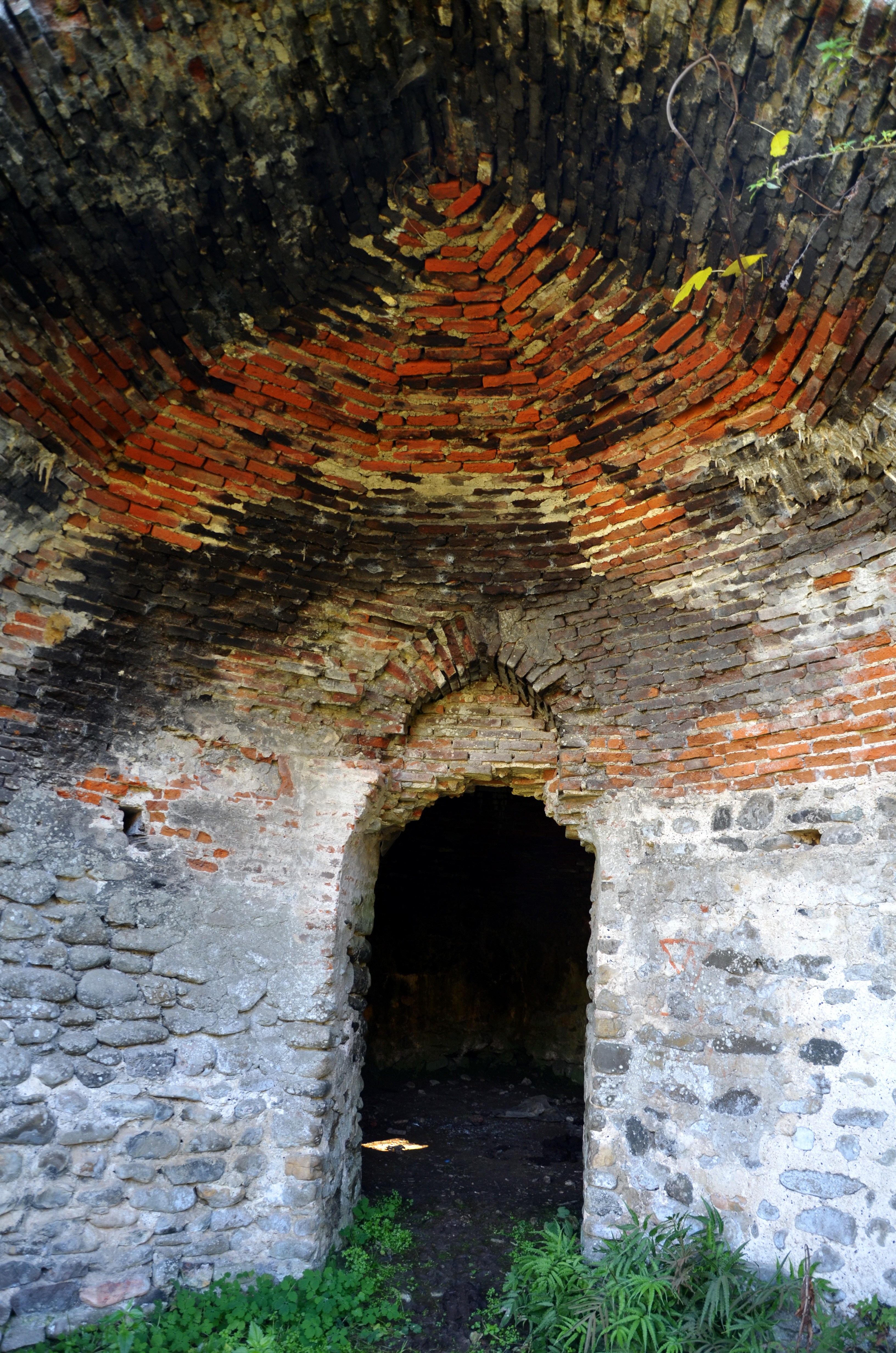
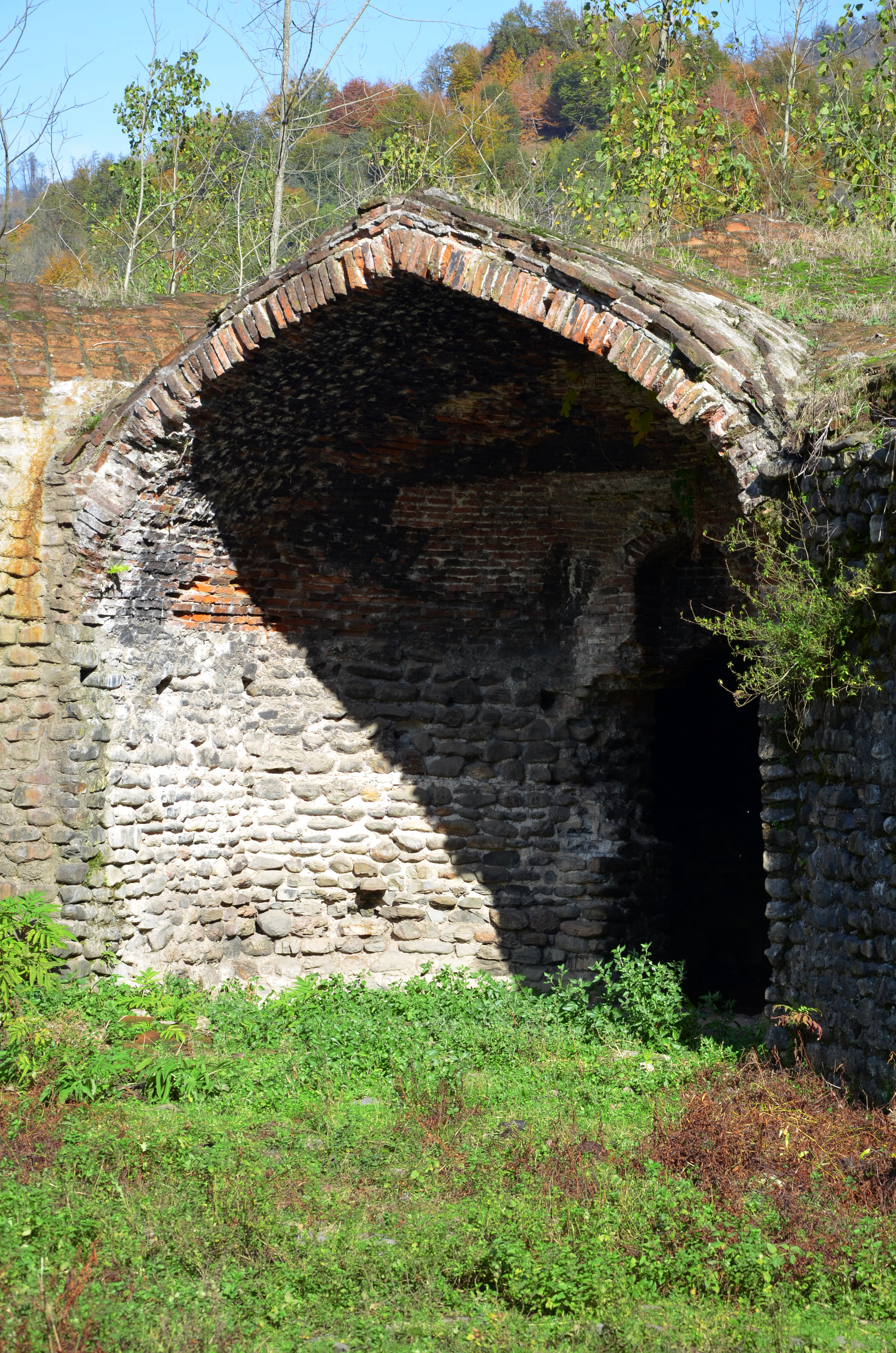
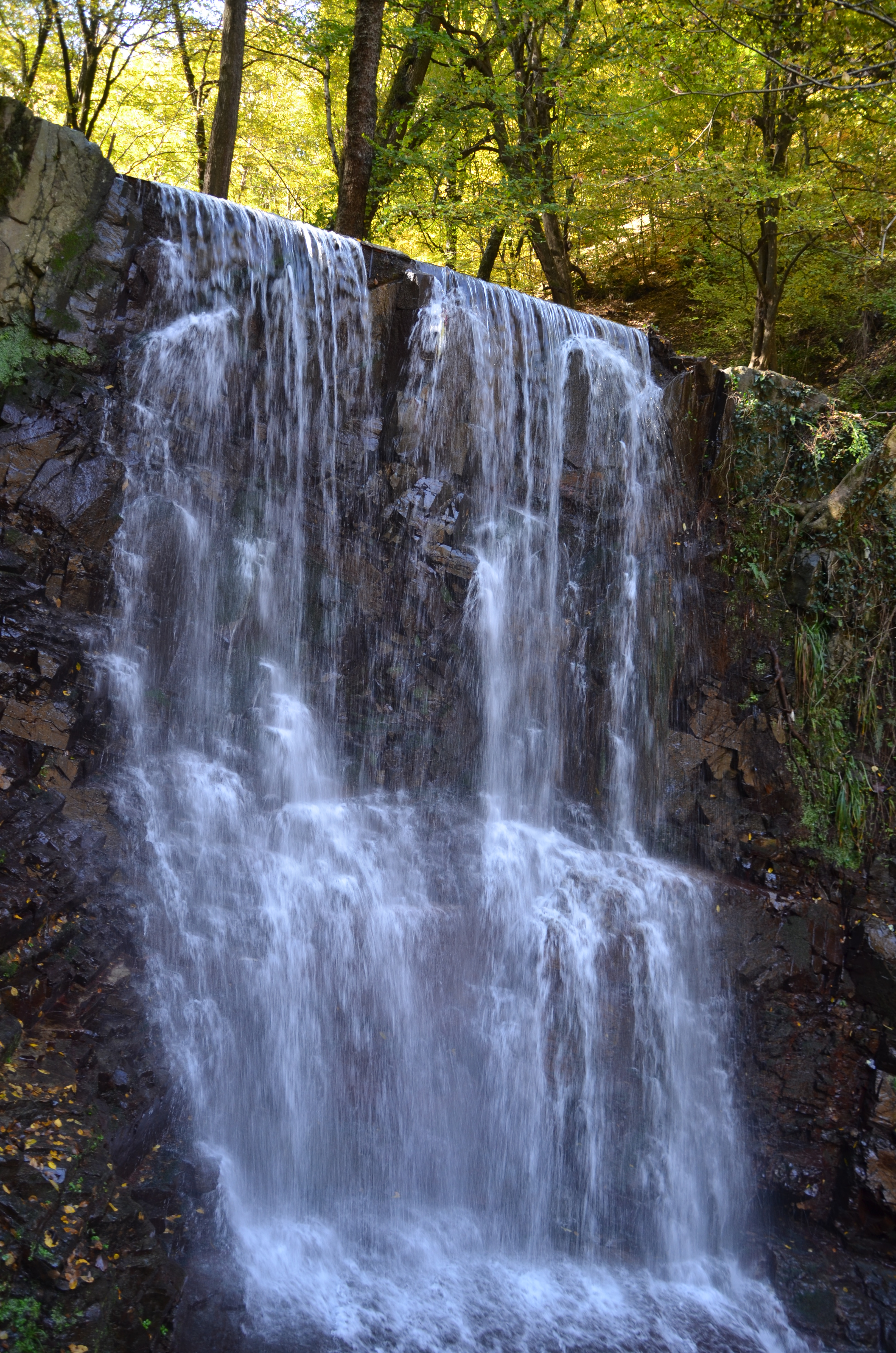
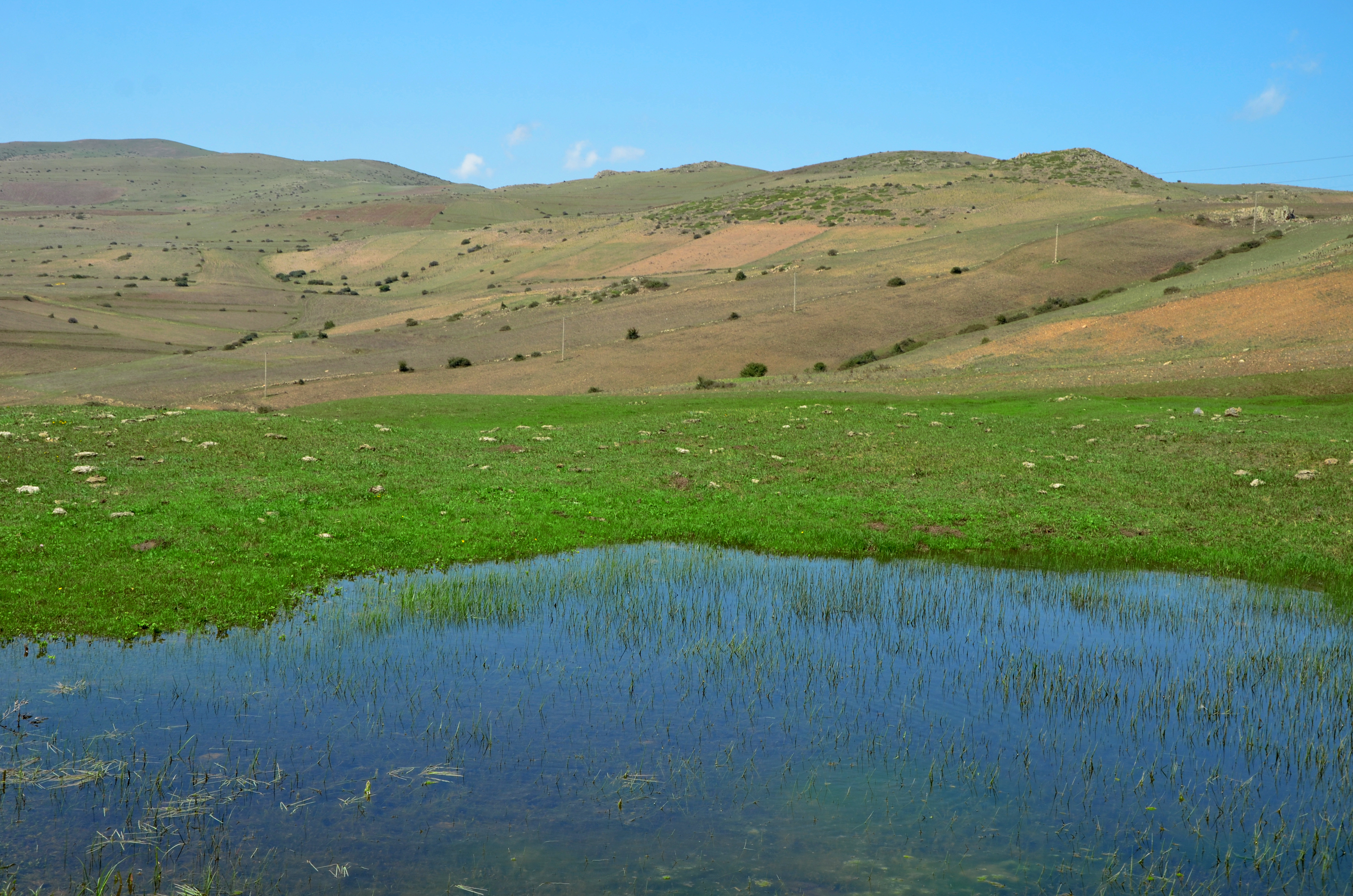
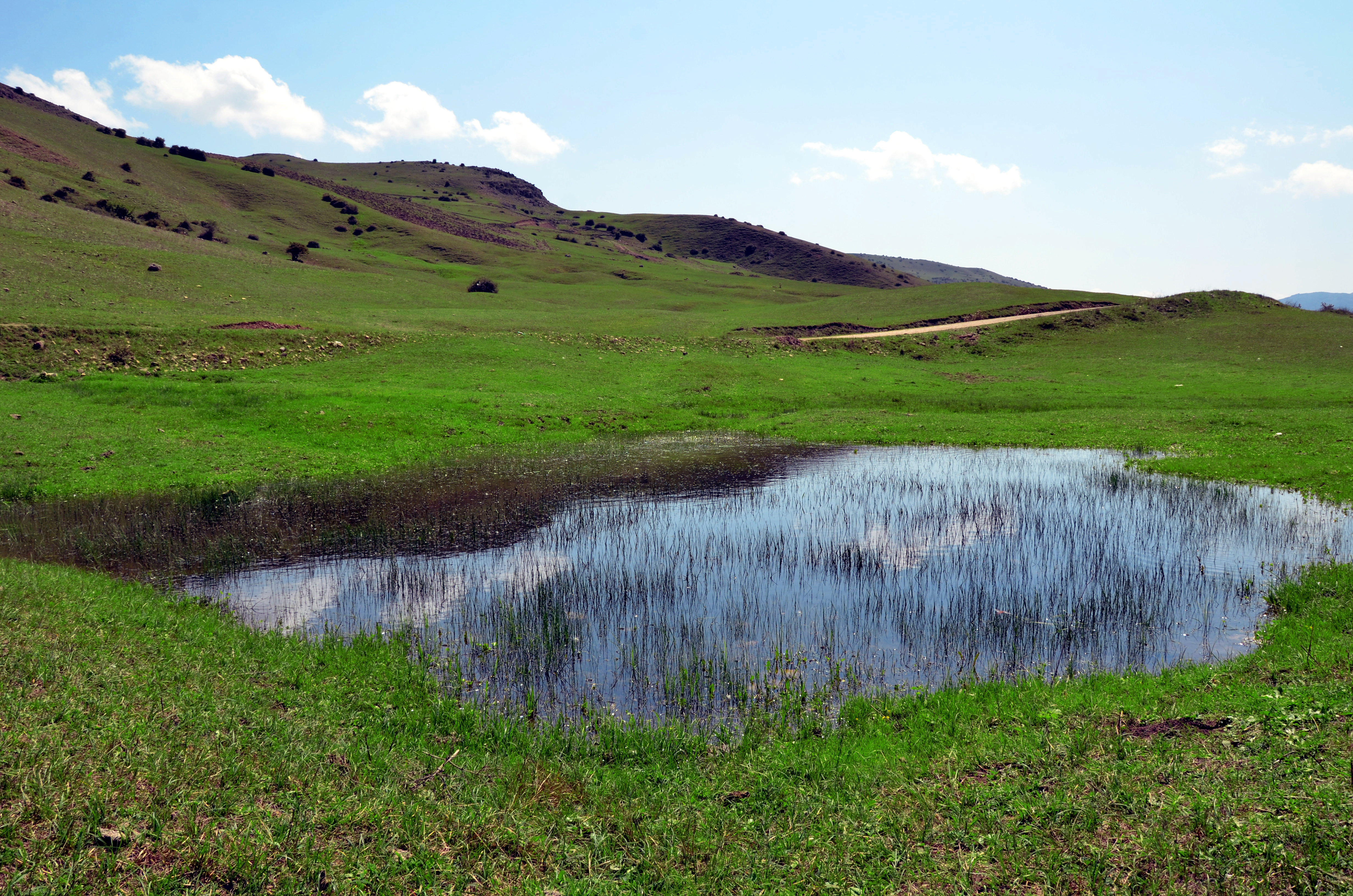